# يواخيم مولدوفيانو
يواخيم مولدوفيانو (بالرومانية: Ioachim Moldoveanu)‏ (مواليد 17 أغسطس 1913) هو لاعب كرة قدم. يلعب مع منتخب رومانيا لكرة القدم. سبق له أن لعب في كأس العالم لكرة القدم مع منتخب بلاده.

## روابط خارجية
- يواخيم مولدوفيانو على موقع الاتحاد الدولي (مؤرشف)  (الإنجليزية)
- يواخيم مولدوفيانو على موقع قاعدة بيانات كرة القدم.إي يو (الإنجليزية)
- يواخيم مولدوفيانو على موقع ناشيونال فوتبول تيمز (الإنجليزية)
- يواخيم مولدوفيانو على موقع Soccerway.com (الإنجليزية)
- يواخيم مولدوفيانو على موقع عالم كرة القدم.نت (الإنجليزية)